# Orbea rogersii
Orbea rogersii är en oleanderväxtart som först beskrevs av Harriet Margaret Louisa Bolus, och fick sitt nu gällande namn av P.V. Bruyns. Orbea rogersii ingår i släktet Orbea och familjen oleanderväxter. Inga underarter finns listade i Catalogue of Life.